# THE HIGH-LOWS
↑THE HIGH-LOWS↓（ザ・ハイロウズ）は、日本のロックバンドである。正式には、バンド名の両端に上下方向の矢印が付く。1995年に結成され、2005年より活動休止。

## 略歴
- 1995年、THE BLUE HEARTSの主要メンバーであった甲本ヒロトと真島昌利を中心に↑THE HIGH-LOWS↓を結成[2]。
- 1995年10月25日、シングル『ミサイルマン』とアルバム『THE HIGH-LOWS』の同時発売でデビュー。
- 1996年、シングル『胸がドキドキ』と『相談天国』の2枚がオリコン初登場10位以内に入る。
- 1996年11月16日、セックス・ピストルズの初来日となる日本武道館ライブでオープニング・アクトを務める[3]。
- 1999年、甲本と真島が自前のスタジオで録音したアルバム『バームクーヘン』を発売[3]。
- 2002年11月26日から2003年7月13日にかけてライブツアー「2002-2003 angel beetle」を行う。最終日の大阪城野外音楽堂公演をもって白井幹夫が脱退。
- 2003年8月9日、チャック・ベリーの前座を務める[4]。
- 2004年、レコード会社をキティ→ユニバーサルミュージックからBMG JAPANに移籍。プライベートレーベル「HAPPYSONG RECORDS」を立ち上げる。
- 2005年11月11日、↑THE HIGH-LOWS↓活動休止発表。そのまま解散状態となる。11日以前にファンクラブ会員にはダイレクトメールで活動休止を発表していた。休止及び解散理由等については発表されていない。
- 2006年1月1日、自身初のベストアルバム『FLASH 〜BEST〜』を発売[5]。
- 2020年10月28日、結成25周年を記念してオリジナル・アルバム8作品と編集盤2作品のリマスター盤を発売[6]。

## メンバー
- 甲本ヒロト 愛称・ヒロト（こうもと ひろと、1963年3月17日 - ）：ボーカル、ブルースハープ、ギター、作詞、作曲
岡山県岡山市出身。元ラウンド・アバウト、ザ・コーツ、THE BLUE HEARTS、ヒューストンズ、現ザ・クロマニヨンズ。
- 真島昌利 愛称・マーシー（ましま まさとし、1962年2月20日 - ）：ギター、コーラス、作詞、作曲
東京都小平市出身 元THE BREAKERS、THE BLUE HEARTS。現ザ・クロマニヨンズ。
- 調先人 愛称・べっちゃん（しらべ さきと、1963年9月14日 - ）：ベース、コーラス
福岡県朝倉市出身 元バサラ、ミン&クリナメン、SELKIE、str@yほか。
- 大島賢治 愛称・おーちゃん（おおしま けんじ、1964年12月30日 - ）：ドラムス、コーラス
東京都小金井市出身 The ブドーカンのドラマーとしてデビュー、元THE BLUE HEARTSディレクター、2・3'S（ニーサンズ）。解散後は、セルキー（脱退）→現HIZMUZ。

### 旧メンバー
- 白井幹夫 愛称・ミッキー（しらい みきお、1950年5月31日 - ）：キーボード、コーラス
東京都港区出身。 元めんたんぴん、THE BLUE HEARTSのサポートメンバー。2003年のバンド脱退後は、THE BIG HIPを経て、現在はソロで活動中。

## ディスコグラフィ

### シングル
| 枚   | リリース日     | タイトル                                 | 最高順位 | 備考 |
| ---- | -------------- | ---------------------------------------- | -------- | ---- |
| 1st  | 1995年10月25日 | ミサイルマン                             | 48位     |      |
| 2nd  | 1995年11月25日 | グッドバイ                               | 100位    |      |
| 3rd  | 1996年1月25日  | スーパーソニックジェットボーイ           | 40位     |      |
| 4th  | 1996年2月21日  | 胸がドキドキ                             | 10位     |      |
| 5th  | 1996年6月24日  | 相談天国                                 | 10位     |      |
| 6th  | 1996年12月6日  | ロッキンチェアー                         | 45位     |      |
| 7th  | 1997年2月14日  | Happy Go Lucky                           | 56位     |      |
| 8th  | 1997年6月11日  | 月光陽光                                 | 44位     |      |
| 9th  | 1998年4月29日  | 千年メダル                               | 39位     |      |
| 10th | 1998年8月26日  | 真夜中レーザーガン                       | 45位     | -    |
| 11th | 1998年12月16日 | ローリング・ジェット・サンダー           | 27位     |      |
| 12th | 1999年4月21日  | 罪と罰                                   | 24位     |      |
| 13th | 1999年6月9日   | ハスキー（欲望という名の戦車）           | 33位     |      |
| 14th | 2000年5月24日  | 青春                                     | 8位      |      |
| 15th | 2000年9月6日   | FLOWER                                   | 18位     |      |
| 16th | 2001年8月8日   | 十四才/フルコート                        | 15位     |      |
| 17th | 2001年10月11日 | ニューヨーク                             | 30位     | -    |
| 18th | 2002年2月20日  | いかすぜOK                               | 15位     |      |
| 19th | 2002年9月4日   | Too Late To Die                          | 15位     |      |
| 20th | 2002年11月6日  | 一人で大人 一人で子供/俺たちに明日は無い | 20位     |      |
| 21st | 2003年6月25日  | 夏なんだな                               | 9位      |      |
| 22nd | 2004年2月11日  | 日曜日よりの使者                         | 20位     |      |
| 23rd | 2004年6月9日   | 荒野はるかに/ズートロ (69バージョン)     | 10位     |      |
| 24th | 2004年7月21日  | 砂鉄                                     | 16位     | -    |
| 25th | 2004年12月15日 | スパイダー・ホップ                       | 26位     | -    |
| 26th | 2005年5月18日  | サンダーロード                           | 16位     |      |

### オリジナル・アルバム
| 枚  | リリース日     | タイトル                    | 最高順位 |
| --- | -------------- | --------------------------- | -------- |
| 1st | 1995年10月25日 | THE HIGH-LOWS               | 5位      |
| 2nd | 1996年12月6日  | Tigermobile                 | 6位      |
| 3rd | 1998年5月8日   | ロブスター                  | 5位      |
| 4th | 1999年6月9日   | バームクーヘン              | 8位      |
| 5th | 2000年6月9日   | Relaxin' WITH THE HIGH-LOWS | 3位      |
| 6th | 2001年9月5日   | HOTEL TIKI-POTO             | 4位      |
| 7th | 2002年11月27日 | angel beetle                | 6位      |
| 8th | 2004年9月1日   | Do!! The★MUSTANG            | 9位      |

### ミニ・アルバム
1. 4×5（フォー・バイ・ファイブ）（1997年5月14日）
2. GO! ハイロウズ GO!（1999年12月1日）

### ベスト・アルバム
1. flip flop（2001年1月24日）
アルバム未収録曲、及び既発曲の別バージョンを収録。
2. flip flop2（2003年11月12日）
アルバム未収録曲、及び既発曲の別バージョンを収録。
3. FLASH 〜BEST〜（2006年1月1日）
CMにはダウンタウンの松本人志が出演した。

### 映像作品
1. ハイロウズ登場!!!TOUR（1996）
2. ザ・ハイロウズのホリデイズ・イン・ザ・サン（1997）
3. that summer feeling（2001）
4. Puttin' on the Style（2004）
5. THE HIGH-LOWS THE★MUSTANG 04-05（2005）
6. FLASH BACK vol.1（2006）
7. FLASH BACK vol.2（2006）
8. TRASH BAG（2006）

### 未発表曲
1. SOTOデナ
ベイ・シティ・ローラーズの楽曲、「SATURDAY NIGHT」の替え歌。セックス・ピストルズが来日した時のライブの前座で、『エジンバラからの亀甲縛り、ベイ・シッティー・ローラーズ』として演奏された。
2. ウェルカム・ピストルズ
内田裕也&尾藤イサオ&ジャッキー吉川とブルーコメッツの楽曲、「ウェルカム・ビートルズ」の替え歌。上記「SOTOデナ」と同じく、ピストルズのライブの前座で、ベイ・シッティー・ローラーズとして演奏された。
3. テクノ・クィーン
忌野清志郎の楽曲のカバー。『忌野清志郎30周年記念RESPECT!』にて演奏。
4. Automatic
宇多田ヒカルの楽曲のカバー。バームクーヘンツアーにて演奏。
5. 見せてごらん
2丁拳銃に提供した楽曲のセルフカバー。バームクーヘンツアーにて演奏。

### その他参加作品
1. モット・ザ・フープルのトリビュート・アルバム『MOTH POET HOTEL』（1996）に「THE GOLDEN AGE OF ROCK 'N' ROLL〜ロックンロール黄金時代〜」で参加。（『flip flop』に収録。）
2. 西城秀樹のトリビュート・アルバム『KIDS' WANNA ROCK!』（1997）に「情熱の嵐」で参加。（『flip flop』に収録。）
3. 矢沢永吉のトリビュート・アルバム『JOY RIDE』（2001）に「ルイジアンナ」で参加。（『flip flop2』に収録。）
4. コンピレーション・アルバム『MODS MAYDAY 25th』（2005）に「Mod Track」で参加。（これが厳密には、ハイロウズとして最後に発表されたオリジナル曲となっている。ただしflip flopやベストには未収録。）

## タイアップ一覧
| 使用年 | 曲名                           | タイアップ                                                                             |
| ------ | ------------------------------ | -------------------------------------------------------------------------------------- |
| 1995年 | ミサイルマン                   | フジテレビ系『タモリのSUPERボキャブラ天国』エンディングテーマ                          |
| 1995年 | ミサイルマン                   | TBS系金曜ドラマ『未成年』挿入歌                                                        |
| 1995年 | バナナボートに銀の月           | NHK-FM『ミュージック・スクエア』1995年11月度オープニングテーマ                         |
| 1995年 | 日曜日よりの使者               | フジテレビ系『ダウンタウンのごっつええ感じ』エンディングテーマ                         |
| 1995年 | グッドバイ                     | テレビ朝日系『ウィークエンドライブ 週刊地球TV』オープニングテーマ                      |
| 1995年 | ジュー・ジュー                 | テレビ東京系『激生!スポーツTODAY』エンディングテーマ                                   |
| 1996年 | スーパーソニックジェットボーイ | TBS系『陣内&ヒロミのM'sな夜』オープニングテーマ                                        |
| 1996年 | 胸がドキドキ                   | よみうりテレビ・日本テレビ系アニメ『名探偵コナン』オープニングテーマ（第1話 - 第30話） |
| 1996年 | そばにいるから                 | よみうりテレビ・日本テレビ系アニメ『名探偵コナン』第12話 挿入歌                        |
| 1996年 | 相談天国                       | 日産自動車「シルビア」CMソング                                                         |
| 1996年 | ロッキンチェアー               | テレビ朝日系『Q99 II』オープニングテーマ                                               |
| 1997年 | Happy Go Lucky                 | 日産自動車「シルビア」CMソング                                                         |
| 1997年 | 虫                             | 資生堂「アレフ」CMソング                                                               |
| 1997年 | 月光陽光                       | NHK-FM『ミュージック・スクエア』1997年6・7月度オープニングテーマ                       |
| 1997年 | 開かないドア                   | JR東日本「北大陸キャンペーン」イメージソング                                           |
| 1998年 | 千年メダル                     | NHK-BS2『真夜中の王国』オープニングテーマ                                              |
| 1998年 | 不死身のエレキマン             | テレビ朝日系『ぷらちなロンドンブーツ』オープニングテーマ                               |
| 1998年 | ローリング・ジェット・サンダー | カプコンプレイステーション用ソフト「ストリートファイターZERO3」CMソング                |
| 1999年 | 罪と罰                         | テレビ朝日系『リングの魂』オープニングテーマ                                           |
| 1999年 | ハスキー（欲望という名の戦車） | TBS系『王様のブランチ』エンディングテーマ                                              |
| 1999年 | 日曜日よりの使者               | ホンダ「I'm a HONDA」/「Do you have a HONDA?」CMソング（1999年 - 2005年）              |
| 2000年 | 青春                           | 日本テレビ系土曜ドラマ『伝説の教師』主題歌                                             |
| 2000年 | チェンジングマン               | 日本テレビ系土曜ドラマ『伝説の教師』挿入歌                                             |
| 2000年 | 日曜日よりの使者               | 朝日放送ラジオ『アベロクのどんまい!サンデー』テーマソング（2000年 - 2006年）           |
| 2000年 | 不死身の花 69 Mix              | テレビ朝日系『いきなり!黄金伝説。』エンディングテーマ                                  |
| 2001年 | 十四才                         | TBS系『王様のブランチ』エンディングテーマ                                              |
| 2001年 | フルコート                     | 日本テレビ系『AX MUSIC-FACTORY』AX POWER PLAY#044テーマソング                          |
| 2001年 | 迷路                           | 洋服の青山「形状記憶スーツ」CMソング                                                   |
| 2002年 | いかすぜOK                     | 日本コカ・コーラ「アクエリアス」CMソング                                               |
| 2002年 | Too Late To Die                | カレーハウスCoCo壱番屋 CMソング                                                        |
| 2002年 | 迷路                           | J-PHONE「写メール」/「J-T08」CMソング                                                  |
| 2003年 | 夏なんだな                     | 日本コカ・コーラ「アクエリアス」CMソング                                               |
| 2004年 | 日曜日よりの使者               | 東映配給映画『ゼブラーマン』主題歌                                                     |
| 2004年 | 日曜日よりの使者               | 日本テレビ系土曜ドラマ『彼女が死んじゃった。』挿入歌                                   |
| 2004年 | シッパイマン                   | 東映配給映画『ゼブラーマン』劇中歌                                                     |
| 2004年 | 荒野はるかに                   | JOC（日本オリンピック委員会）『アテネオリンピック 自転車競技』応援ソング               |
| 2004年 | ズートロ (69バージョン)        | ポッカコーポレーション「ポッカ100レモン」/「キレートレモン」CMソング                   |
| 2005年 | サンダーロード                 | リクルート｢From A｣CMソング                                                             |
| 2005年 | 一人で大人 一人で子供          | ファントム・フィルム配給映画『スクールデイズ』主題歌                                   |
| 2006年 | ミサイルマン                   | スカイパーフェクTV!『MLB中継』オープニングテーマ                                       |
| 2011年 | サンダーロード                 | フジテレビ系『世界行ってみたらホントはこんなトコだった!?』挿入歌（2011年 - 2015年）    |
| 2014年 | 日曜日よりの使者               | アサヒビール「アサヒ オフ」CMソング                                                    |
| 2016年 | 胸がドキドキ                   | 日本テレビ系金曜ロードSHOW!『名探偵コナン エピソード“ONE” 小さくなった名探偵』劇中歌   |
| 2018年 | 日曜日よりの使者               | 朝日放送テレビ『相席食堂』番組テーマ曲（2018年 - 2019年）                              |
| 2019年 | 青春                           | ソフトバンク「青春放題」篇 TVCMソング                                                  |
| 2020年 | 日曜日よりの使者               | 映画『いただきます ここは、発酵の楽園』劇中歌                                          |
| 2024年 | 笑ってあげる                   | 映画『漫才協会 THE MOVIE 〜舞台の上の懲りない面々〜』エンディングテーマ                |

## ライブ
| イベント                                           | 会場・備考                                                                   |
| -------------------------------------------------- | ---------------------------------------------------------------------------- |
| FM802 MEET THE WORLD BEAT 1995                     | 1995/7/23(日) 万博記念公園 もみじ川芝生広場                                  |
| FM802 MEET THE WORLD BEAT 1996                     | 1996/7/28(日) 万博記念公園 もみじ川芝生広場                                  |
| Filthy Lucre Tour                                  | 1996/11/16(土) 日本武道館 セックス・ピストルズ の前座                        |
| LOFT 20th ANNIVERSARY ROCK OF AGES 1997            | 1997/7/24(木) 日本武道館                                                     |
| FUJI ROCK FESTIVAL '97                             | 1997/7/26(土) 富士天神山スキー場                                             |
| 青天の霹靂1997                                     | 1997/7/30(水) 仙台サンプラザホール                                           |
| KIRIN SOUND TOGETHER POP HILL '99                  | 1999/8/7(土) 石川県森林公園                                                  |
| RISING SUN ROCK FESTIVAL 1999 in EZO               | 1999/8/21(土) 石狩湾新港樽川埠頭                                             |
| RESPECT! The 30th Anniversary of KIYOSHIRO IMAWANO | 2000/3/3(金) 日本武道館                                                      |
| KIRIN SOUND TOGETHER POP HILL '00                  | 2000/8/6(日) 石川県森林公園                                                  |
| ARABAKI ROCK FEST.2001                             | 2001/8/4(土) 夢メッセみやぎ                                                  |
| RISING SUN ROCK FESTIVAL 2001 in EZO               | 2001/8/18(土) 石狩湾新港樽川埠頭                                             |
| 瀬ッ戸STOCK2 サウンドマリーナ2001 Supported by au  | 2001/8/25(土) 広島観音マリーナ                                               |
| FUJI ROCK FESTIVAL '02                             | 2002/7/28(日) 苗場スキー場                                                   |
| The Tug of Rock'n Roll                             | 2002/8/1(木) 宜野湾市海浜公園野外劇場                                        |
| RISING SUN ROCK FESTIVAL 2002 in EZO               | 2002/8/16(金) 石狩湾新港樽川埠頭                                             |
| ARABAKI ROCK CIRCUIT 2002                          | 2002/10/27(日) 日の出運輸企業(株)寺内倉庫                                    |
| SUMMER SONIC 2003                                  | 2003/8/2(土) 千葉マリンスタジアム 2003/8/3(日) 南港WTCオープンエアスタジアム |
| RISING SUN ROCK FESTIVAL 2003 in EZO               | 2003/8/16(土) 石狩湾新港樽川埠頭                                             |
| HIGHER GROUND 2003                                 | 2003/8/30(土) 海の中道海浜公園                                               |
| RADIO BERRY ベリテンライブ2003                     | 2003/9/15(月・祝) 宇都宮市農林公園ろまんちっく村                             |
| ニューTVK開局記念 Live TOMATO 2004                 | 2004/5/9(日) 横浜赤レンガ倉庫                                                |
| ROCK IN JAPAN FESTIVAL 2004                        | 2004/8/6(金) 国営ひたち海浜公園                                              |
| ロックロックこんにちは！ in 仙台                   | 2004/8/11(水) Zepp Sendai                                                    |
| RISING SUN ROCK FESTIVAL 2004 in EZO               | 2004/8/13(金) 石狩湾新港樽川埠頭                                             |
| SETSTOCK'04                                        | 2004/8/29(日) 国営備北丘陵公園                                               |
| ARABAKI ROCK FEST.04292005                         | 2005/4/29(金・祝) 仙台港・accel                                              |
| 2005 LIVE FACTORY 721                              | 2005/7/18(月・祝) お台場野外特設会場                                         |
| SETSTOCK'05                                        | 2005/7/23(土) 国営備北丘陵公園                                               |
| FM802 MEET THE WORLD BEAT 2005                     | 2005/7/24(日) 万博記念公園 もみじ川芝生広場                                  |
| FUJI ROCK FESTIVAL '05                             | 2005/7/29(金) 苗場スキー場                                                   |
| RISING SUN ROCK FESTIVAL 2005 in EZO               | 2005/8/20(土) 石狩湾新港樽川埠頭                                             |
| SUPER LIVE IN KAGOSHIMA 2005                       | 2005/9/3(土) 桜島溶岩グラウンド                                              |
| RADIO BERRY ベリテンライブ2005                     | 2005/9/18(日) 宇都宮市農林公園ろまんちっく村                                 |